# Макрияннис, Иоаннис
Иоаннис Макрияннис (греч. Ιωάννης Μακρυγιάννης, 1797—1864) — известный участник Освободительной войны Греции 1821—1829 годов. Коммерсант, военачальник, генерал и политик, более всего известный своими мемуарами.

## Биография
Иоаннис Макрияннис, настоящее имя Иоаннис Триантафиллу, родился в 1797 году в селе Аборос (Дорида, Центральная Греция) в бедной семье. Прозвище Макрияннис (по-гречески — «длинный Яннис») со временем вытеснило его настоящую фамилию и закрепилась за ним. Его отец Димитрис Триантафиллу погиб в бою с силами Али-паши Тепеленского. После смерти отца семья Иоанниса была вынуждена переселиться в Левадию, где Макрияннис провёл свои детские годы. В возрасте семи лет он был отдан приёмным сыном богатому жителю Левадии, но стал в действительности слугой и подвергался побоям.
В 1811 году Макрияннис покинул Левадию и отправился в город Арта, где был принят на службу к А. Лидорикису, секретаря Али-паши. Начиная с 1817 года Макрияннис стал заниматься торговлей и, согласно своим мемуарам, стал состоятельным человеком. Его состояние составляло 40 000 пиастров.
В 1820 году Макрияннис был посвящён в тайное общество «Филики Этерия», после чего начинает участвовать в движении за независимость Греции. Иоаннис и его партнёр коммерсант Г. Коракис на свои средства приобретали оружие и боеприпасы, превратив свои дома в склады оружия и пороховые погреба. Но к концу 1820 года, после того как султан начал военные действия против Али-паши, Арта и весь Эпир были переполнены османскими войсками.
В марте 1821 года Макрияннис уехал в Патры (Пелопоннес) по коммерческим делам, но в действительности согласовывать свои действия с пелопоннесскими этеристами. Почти сразу по его прибытии в городе разразилось восстание, в котором Макрияннис принял участие во главе маленького отряда в 10 человек. После встречи с Одиссеем Андруцосом он переправился в город Месолонгион, где приобрёл товары и вернулся в Арту.

## Освободительная война
С началом военных действий вокруг Арты, Макрияннис был ещё малоизвестным военачальником и возглавлял отряд в 30 повстанцев, находясь под командованием военачальника Баколаса. Баколас — спорная фигура в греческой историографии, большая часть историков склонна считать, что он сотрудничал с турками, но Макрияннис в своих мемуарах отзывается о нём положительно.
Макрияннис участвовал в осаде Арты, сражениях при Ставросе и Пета, где получил лёгкое ранение в ногу. 1 января 1823 года, через 5 месяцев после того как в июне 1822 года османы сдали Афинский Акрополь греческим повстанцам, Макрияннису было поручено следить за общественным порядком в городе. Находясь на этой должности он смог прекратить грабежи и притеснения населения со стороны повстанцев. Летом 1823 года Макрияннис воевал на востоке Центральной Греции под командованием Никитаса Стамателопулоса.
В октябре 1823 года Макрияннис, возглавляя отряд румелиотов (жителей Центральной Греции), участвовал на стороне правительственных войск в гражданской войне на Пелопоннесе. За это правительство Г. Кунтуриотиса присвоило ему звание тысячника, а к концу 1824 года звание генерала. После вторжения египетских сил Ибрагима-паши на Пелопоннес в марте 1825 года, Макрияннис был направлен в город Кипариссия. Иоаннис участвовал в обороне крепостей Палеокастро и Неокастро.
В июне 1825 года Макрияннис возглавил героическую оборону 300 греческих повстанцев против 6 тыс. турко-египтян у мельниц города Аргос, где сам Иоаннис был ранен. После этого сражения Макрияннис женился на дочери знатного афинянина и связал свою жизнь с этим городом до конца своей жизни.
После того как Ибрагим взял Афины в июне 1826 года, Макрияннис участвовал в обороне Афинского Акрополя и после смерти Янниса Гуриса стал временным командиром осаждённых. 7 октября Макрияннис отбил атаку против Одеона Ирода Аттического, где спасая сапёра Костаса Хормовитиса, в течение дня получил 3 тяжёлых ранения в голову и шею. Хормовитис с его контр-подкопами был спасением для осаждённых и спас сам Афинский Акрополь от полного уничтожения. Полученные 7 октября раны беспокоили Макриянниса всю оставшуюся жизнь, но не стали поводом для отказа от участия в войне.
В январе 1827 года Макрияннис под командованием английского филэллина полковника Гордона принял участие в высадке в городе Пирей и в последующей героической обороне полуострова Кастелла. Весной 1827 года он принял участие в сражениях у города Пирей и при Аналатосе.

## После освобождения
После того как Иоанн Каподистрия принял правление Грецией, он назначил Макриянниса в 1828 году руководителем Исполнительной власти Пелопоннеса, с центром в городе Аргос. Здесь 26 февраля 1829 года Иоаннис начал писать свои мемуары. После реорганизации армии в 1830 году Макрияннису было присвоено звание бригадира.
Постепенно Макрияннис перешёл в оппозицию Каподистрии и к его авторитарному стилю правления. Под влиянием политика Иоанниса Коллетиса и используя силы под своим командованием, он даже пытался вынудить Каподистрию ввести конституционную форму правления, но без успеха. В августе 1831 года правительство стало требовать от гражданских чиновников и офицеров подписать присягу, что они не являются членами секретных организаций и лояльны правительству. Макрияннис посчитал это унизительным и предложил свою версию присяги. Однако предложение не было принято правительством и, как следствие, Макрияннис был снят с занимаемой должности.
Его оппозиция режиму не прекратилась с убийством Каподистрии 9 октября 1831 года. Он принял сторону конституционалистов и продолжил борьбу против Августина, брата и наследника Иоанна Каподистрии. Однако само убийство Каподистрии Макрияннис осудил самым категорическим образом.

## Монархия
В 1832 году королём Греции был избран баварский принц Оттон. Его прибытие в Нафплион, столицу Греции в те годы, Макрияннис приветствовал с большим энтузиазмом. Однако надежды на новый режим быстро рассеялись. Король Оттон был несовершеннолетним и в первые месяцы монархии от его имени фактически правили баварские регенты. При них Макрияннис вступил в конфликт с военным министром, баварцем Хайдеком, по причине унизительного отношения баварца к ветеранам Освободительной войны. По мнению министра в новой регулярной греческой армии не было места военачальникам иррегулярных войск, преимущественно состоявших из клефтов, которые были хребтом греческих сил в годы Освободительной войны. Сам Макрияннис считал их исключение из армии признаком неуважения. Более того, большинство из ветеранов после их исключения из армии остались без средств к существованию.
Макрияннис также считал что премьер-министр баварец Йозеф Людвиг фон Армансперг несёт ответственность за серьёзные проблемы возникшие в новом государстве. В результате этого Макрияннис самоустранился от активной политической жизни.
После муниципальных выборов, впервые проведённых согласно королевскому декрету от 27 декабря 1833 года, Макрияннис был избран консулом в муниципалитет Афин, которые в 1834 году стали новой столицей Греции. Находясь на этой должности, он резко критиковал политику королевской администрации и двора. Независимо от того что королевская администрация первоначально отнеслась к нему положительно и присвоила ему звание полковника, Макрияннис требовал конституционного правления.
Конфликт Макриянниса с фон Арманспергом достиг пика в конце 1836—начале 1837 годов, когда короля Оттона не было в стране по причине свадьбы с Амалией Ольденбургской. Макрияннис, с позиции председателя муниципалитета Афин, предложил в январе 1837 года, по возвращении короля, вручить ему петицию с требованием предоставления Конституции. Незадолго до возвращения короля, на банкете в присутствии ветеранов Освободительной войны, таких как Теодор Колокотрони, Макрияннис предложил тост за здоровье королевской четы и добавил: «Пусть Бог просветит их, править по конституционным законам и в согласии с жертвами Отечества». В ответ фон Армансперг немедленно распустил муниципальный совет и взял Макриянниса под домашний арест.
Однако требования о предоставлении конституционных свобод получили широкое распространение. Восстание 3 сентября 1843 года привела к предоставлению Первой Конституции Греции в 1844 году. Макрияннис был одним из трёх лидеров восстания. После предоставления Конституции Макрияннис принимал активное участие в формировании нового кабинета министров. Он был избран представителем Афин в Национальную (Конституционную) Ассамблею и возглавил группу 63 своих сторонников. Макрияннис лично внёс несколько предложений в ходе обсуждения текста Конституции, однако вскоре после завершения работы Конституционной Ассамблеи, ушёл из политики. Как признание его роли в создании первой греческой Конституции, Макрияннис был изображён на обратной стороне монеты достоинством в 50 драхм, отчеканенной в 1994 году, в честь 150-летия издания этого исторического документа. У этой монеты были три варианта, каждая изображала одного из трёх руководителей революции: на одной был изображен Макрияннис, на второй полковник Димитрис Каллергис, на третьей министр, позже премьер-министр Андреас Метаксас.

## Последние годы
Макрияннис закончил свои мемуары в 1850 году и информация о последних годах его жизни, включая суд над ним, исходит из других источников. Он всегда открыто высказывал свои взгляды и, в результате, часто сталкивался с негативной реакцией современников. Иоаннис противился продолжающемуся, как он считал, унижению ветеранов Освободительной войны и неоднократно  подозревался в заговоре против короля Оттона. Более того, король так и не простил Макрияннису его участие в восстании 3 сентября. Когда от Иоанниса вызвали во дворец и потребовали отречься от заговора 1843 года, тот отказался со словами «Я — не раб».
В 1852 году Макрияннис был обвинён в подготовке убийства короля и свержения монархии. 13 апреля того же года Иоаннис был взят под домашний арест. 16 марта 1853 года он был приговорён к смертной казни на суде, где согласно историку Пьеру Видалю-Наке, обвинение представило фальшивые свидетельства. Более того, председателем суда был Кицос Тзавелас, личный враг Макриянниса. В результате 5 из 6 судей проголосовали за смертный приговор, но запросили короля о помиловании. Король заменил смертную казнь на пожизненное заключение.
В тюрьме Макрияннис провёл 18 месяцев. Вначале король Оттон уменьшил ему срок до 20 лет, а затем до 10. Наконец он был прощён и выпущен на свободу 2 сентября 1854 года, в значительной мере благодаря Крымской войне. Блокада Пирея французским и британским флотами, во избежание греческого союза с Россией, вынудила короля назначить на пост военного министра Каллергиса, хотя тот и подозревался в попытках свергнуть короля. Каллергис использовал своё новое положение для освобождения Макриянниса.
После своего освобождения Макрияннис начал страдать галлюцинациями. Его состояние ухудшилось, после того как один из его сыновей умер от холеры.
10 октября 1862 года произошла революция, в результате которой Оттон был изгнан из Греции. Макрияннису было возвращено его звание и он был избран представителем Афин в новую Национальную (Конституционную) Ассамблею 1864 года. 20 апреля 1864 года Макрияннис был повышен в звании, став генералом, а через неделю, 27 апреля он скончался в городе Афины.

## Писатель
Макрияннис завершил свои мемуары за два года до своего ареста. Последние записи сделаны с сентября по октябрь 1850 года, как свидетельство событий того периода.
В тексте мемуаров можно увидеть не только личные приключения и разочарования продолжительной карьеры Макриянниса, но и, что значительнее, его взгляды на людей, обстоятельства и события, отображённые откровенно и часто с пафосом. Мемуары были изданы впервые в 1907 году Яннисом Влахояннисом, хотя некоторые отрывки были опубликованы в газете «Акрополис» в 1904 году.
Костис Паламас, один из крупнейших греческих поэтов XX века, в 1911 году охарактеризовал работу Макриянниса как «несравненную в своём роде, щедевр его неграмотной, но сильной и независимой мысли». Макрияннис получил только начальное и отрывочное образование и, согласно его же заявлению, научился писать незадолго до того как начал работать над своими мемуарами в Аргосе.
Макрияннис, забытый историей и едва упоминаемый летописями Освободительной войны, освежил интерес к революции, предложив значительное личное свидетельство для исторических исследований. Несмотря на это, после первоначального интереса, вскоре мемуары были забыты почти на 40 лет. Причём Макрияннис был забыт не только как воин, но и как автор писавший на обиходной димотике. Хотя его текст не только воспроизводил героическую атмосферу Освободительной войны, но и являлся кладом для лингвистического изыскания разговорного языка той эпохи.
Слава Макриянниса возродилась во время тройной, германо-итало-болгарской, оккупации Греции в годы Второй мировой войны. В 1941 году Г. Теотокас опубликовал работу о Макрияннисе назвав его мемуары «монументом современной греческой литературы», поскольку они были написаны на чистой демотика. Двумя годами позже, в 1943 году, будущий нобелевский лауреат Йоргос Сеферис в лекции о нём сказал: «в наши времена, … когда люди ищут в других людях нечто чистое, постоянное и сострадание , следует говорить о таких людях как Макрияннис».
С тех пор были написаны сотни работ на тему мемуаров Макриянниса и, следует сказать, что летописец Макрияннис затмил военного и политического деятеля Макриянниса. Однако объективность Макриянниса стоит под вопросом. Первый издатель его мемуаров Влахояннис в своём прологе отмечает честность Макриянниса, но противопоставляет ей отсутствие объективности и беспристрастия.. Будучи всегда прямолинейным и честным, Макрияннис не мог или не хотел быть объективным по отношению к людям, с которыми по какой-либо причине вступил в конфликт. Он часто принижает таких людей, как Теодор Колокотрони, но молчит о людях более сомнительной репутации, бывших с ним в хороших отношениях. Однако согласно историку Сфироерасу, это происходит не по причине его эгоизма, но скорее всего из-за суровости к тем кто по его мнению дискредитировал дело борьбы за свободу Греции.
Через несколько месяцев после завершения мемуаров, накануне Нового 1851 года, Макрияннис начал писать другую «историю», как он сам называл её, которую оборвал в марте 1852 года, незадолго до ареста. Этот текст был приобретён Влахояннисом в 1936 году и был издан в 1983 году А. Папакостасом под заголовком «Видения и Чудеса». Согласно Папакостасу, «Видения» имеют меньшее историческое значение нежели мемуары. Сами события здесь даны кратко и являются лишь поводом для толкования его видений. Влахояннис не стал издавать эту работу, поскольку посчитал что это религиозный труд расстроенного ума. Это также работа физически и духовно замученной души, которая будучи изолированной в возрасте 54 лет, вела разговоры с Богом, Богородицей и святыми. Она говорит о глубоких религиозных чувствах Макриянниса. Он удалился от оружия и ищет спасения для нации в Божественном вмешательстве. Более того, Сфироерас подчеркивает что эта работа уникальна в современной греческой литературе и, также как мемуары, является значительным источником лингвистической и культурной информации.

### Филэллины
Хотя сам Макрияннис лично в годы Освободительной войны не часто сталкивался с иностранными добровольцами, он счёл своим долгом сохранить их имена. Именно он составил самый полный список филэллинов, как погибших, так и оставшихся в живых.

### Зографос, Панайотис
Ещё не закончив свои мемуары, Макрияннис решил что они должны сопровождаться иллюстрациями. Он обратился к нескольким мало-известным европейским художникам, бывшим в те годы на территории Греческого королевства. Макрияннис оплатил их работу, но не был доволен результатом. В 1836 году он обратился к Панайотису Зографосу, деревенскому самоучке-иконописцу из Лаконии и участнику Освободительной войны. Тот, вместе с двумя сыновьями, написал под руководством Макриянниса для мемуаров 25 картин-карт в стиле примитивизма, подписанных следующим образом: «Мысль Макриянниса — рука Панайотиса Зографоса». Эти картины занимают особое место в греческом искусстве и истории.

## Внешние ссылки
- Significant parts of the «Memoirs» and a painting of the general (греч.)
- The text of the «Memoirs» on the Greek Wikisource
- The Ἀπομνημονεύματα (греч.)
- An image of the 50 drachma coin featuring General Makriyannis.